# Ibirama
Ibirama là một đô thị thuộc bang Santa Catarina, Brasil. Đô thị này có diện tích 246,705 km², dân số năm 2007 là 16716 người, mật độ 70,6 người/km².